# Podsavezna nogometna liga Koprivnica 1960./61.
Podsavezna liga Koprivnica, također i kao Prvenstvo Koprivničkog nogometnog podsaveza je bila liga četvrtog stupnja nogometnog prvenstva Jugoslavije u sezoni 1960./61. 
 Sudjelovalo je 12 klubova, a prvak je bila momčad "Lokomotiva" iz Koprivnice. 

## Ljestvica
| mj. | klub                      | ut. | pob. | ner. | por. | gol+ | gol- | bod |
| --- | ------------------------- | --- | ---- | ---- | ---- | ---- | ---- | --- |
| 1.  | Lokomotiva Koprivnica     | 22  | 16   | 2    | 4    | 66   | 30   | 34  |
| 2.  | Metalac Križevci          | 22  | 14   | 3    | 5    | 69   | 34   | 31  |
| 3.  | Panonija Peteranec        | 22  | 13   | 4    | 5    | 77   | 39   | 30  |
| 4.  | Drava Novigrad Podravski  | 22  | 12   | 3    | 7    | 79   | 45   | 27  |
| 5.  | Osvit Đelekovec           | 22  | 12   | 1    | 9    | 57   | 41   | 25  |
| 6.  | Graničar Legrad           | 22  | 12   | 1    | 9    | 44   | 41   | 25  |
| 7.  | Borac Imbriovec           | 22  | 11   | 2    | 9    | 51   | 47   | 24  |
| 8.  | Vrbovec                   | 22  | 10   | 3    | 9    | 59   | 46   | 23  |
| 9.  | Podravac Virje            | 22  | 9    | 1    | 12   | 39   | 69   | 19  |
| 10. | Mladost Kloštar Podravski | 22  | 5    | 2    | 15   | 32   | 67   | 12  |
| 11. | Borac Drnje               | 22  | 4    | 1    | 17   | 29   | 78   | 9   |
| 12. | Omladinac Kalinovac       | 22  | 2    | 1    | 19   | 26   | 90   | 5   |

## Rezultatska križaljka
| kratica | klub                      | BORD | BORI | DRA | GRA | LOK | MET | MLA | OML | OSV | PAN | POD | VRB |
| --- | ------------------------- | ---- | ---- | --- | --- | --- | --- | --- | --- | --- | --- | --- | --- |
| BORD | Borac Drnje               |      |      |     |     |     |     |     |     |     |     |     |     |
| BORI | Borac Imbriovec           |      |      |     |     |     |     |     |     |     |     |     |     |
| DRA | Drava Novigrad Podravski  |      |      |     |     |     |     |     |     |     |     |     |     |
| GRA | Graničar Legrad           |      |      |     |     |     |     |     |     |     |     |     |     |
| LOK | Lokomotiva Koprivnica     |      |      |     |     |     |     |     |     |     |     |     |     |
| MET | Metalac Križevci          |      |      |     |     |     |     |     |     |     |     |     |     |
| MLA | Mladost Kloštar Podravski |      |      |     |     |     |     |     |     |     |     |     |     |
| OML | Omladinac Kalinovac       |      |      |     |     |     |     |     |     |     |     |     |     |
| OSV | Osvit Đelekovec           |      |      |     |     |     |     |     |     |     |     |     |     |
| PAN | Panonija Peteranec        |      |      |     |     |     |     |     |     |     |     |     |     |
| POD | Podravac Virje            |      |      |     |     |     |     |     |     |     |     |     |     |
| VRB | Vrbovec                   |      |      |     |     |     |     |     |     |     |     |     |     |
| |                           |      |      |     |     |     |     |     |     |     |     |     |     |
| podebljan rezultat - utakmice od 1. do 11. kola (1. utakmica između klubova) rezultat normalne debljine - utakmice od 12. do 22. kola (2. utakmica između klubova) rezultat nakošen - nije vidljiv redoslijed odigravanja međusobnih utakmica iz dostupnih izvora rezultat smanjen * - iz dostupnih izvora nije uočljiv domaćin susreta prekrižen rezultat - poništena ili brisana utakmica p - utakmica prekinuta 3:0 p.f. / 0:3 p.f. - rezultat 3:0 bez borbe n.i. - nije igrano |                           |      |      |     |     |     |     |     |     |     |     |     |     |

 Izvori: